# Erik Thorell
Erik Thorell, född 3 mars 1992 i Karlstad är en svensk professionell ishockeyspelare som för närvarande spelar för Frölunda HC i SHL. Han är bror till ishockeyspelaren Gustaf Thorell.

## Spelarkarriär
Thorell är född och uppvuxen i Karlstad, Värmland. Han har Färjestad BK som moderklubb. Säsongen 2009/2010 spelade han fyra SHL-matcher för Färjestad. Han spelade även 17 matcher för Skåre BK i division 1, för vilka han noterades för 20 poäng på 17 spelade matcher. Påföljande säsong var han utlånad till Sundsvall Hockey i Hockeyallsvenskan. Säsongen 2011/2012 spelade han 44 SHL matcher för Färjestad och svarade för sex poäng. Samma år var han med i det svenska lag som vann guld vid Junior-VM 2012. Säsongen 2012/2013 spelade han 54 matcher för Färjestad. Han fick inget nytt kontrakt med klubben, varför han istället skrev på för Rögle BK inför säsongen 2013/2014. Säsongen 2014/2015 värvades han till Karlskrona HK. Han gjorde sammanlagt 30 poäng på 42 spelade matcher. Inför säsongen 2015/2016 värvades han till BIK Karlskoga där han blev en av lagets främsta spelare, då han svarade för sammanlagt 50 poäng på 52 spelade matcher. Efter sin succé i BIK Karlskoga valde Thorell att flytta till finska högstaligan för spel i TPS. Han svarade för en stark första säsong i Finland; 44 poäng på 56 spelade matcher. Inför säsongen 2017/2018 skrev han på ett kontrakt med finska klubben HIFK Hockey. 
Frölunda HC släppte, inför säsongen 23/24, nyheten att Erik Thorell ansluter till truppen. 

## Höjdpunkter i karriären
- 2009-2010 - Silvermedalj i U18-VM
- 2010-2011 - Svenska mästare i SHL
- 2011-2012 - Guldmedalj i U20-VM i Kanada 2012
- 2014-2015 - Avancemang från Allsvenskan till SHL med Karlskrona som påbörjade säsongen 2015/2016 i SHL.

## Klubbar i karriären
- Färjestads BK
- Skåre BK
- IF Sundsvall Hockey
- Rögle BK
- Karlskrona HK[2]
- BIK Karlskoga
- TPS Åbo
- HIFK Hockey
- EV Zug
- HC Sparta Prag
- Frölunda HC